# فابیو فرمانی
فابیو فرمانی (انگلیسی: Fabio Firmani؛ زادهٔ ۲۶ مهٔ ۱۹۷۸) بازیکن فوتبال اهل ایتالیا است.
از باشگاه‌هایی که در آن بازی کرده است می‌توان به باشگاه فوتبال رجینا، باشگاه ورزشی لاتزیو، باشگاه فوتبال آسکولی، باشگاه فوتبال بیجینگ رن، باشگاه فوتبال لودیجیانی کالچو، باشگاه فوتبال کیه‌وو ورونا، باشگاه فوتبال بولونیا، باشگاه فوتبال ونتزیا، باشگاه فوتبال کاتانیا، باشگاه فوتبال ویچنزا، و باشگاه فوتبال الوصل امارات اشاره کرد.
وی همچنین در تیم ملی فوتبال زیر ۲۱ سال ایتالیا بازی کرده است.